# Сан Марко (Казерта)
Сан Марко је насеље у Италији у округу Казерта, региону Кампанија.
Према процени из 2011. у насељу је живело 653 становника. Насеље се налази на надморској висини од 130 м.